# Іншалла
«Іншалла!» або «Іншаллаг!» чи «Іншаллах!» (араб. إن شاء الله) — ритуальний молитовний вигук, що означає «якщо Бог забажає», «якщо на те є Божа воля». Використовується в арабських та інших мусульманських країнах, як знак смирення мусульманина перед волею Аллаха. Супроводжує висловлювання віруючого про його плани або події, які мають статися в майбутньому. У арабомовних країнах використовується представниками всіх конфесій. Може вказувати на бажання того, щоб що-небудь відбулося або надії на благословення від Бога в якомусь починанні в майбутньому. Іноді вживається як ввічлива відмова, у відповідь на питання чи прохання, яку важко або неможливо виконати. В арабських країнах вважається нечемним відмовляти прямо, кажучи «ні». У таких випадках «іншалла» приблизно може означати: «Те, про що Ви мене прохаєте, на жаль, нездійсненне, якщо тільки не втрутиться Бог».